# Альтмюль

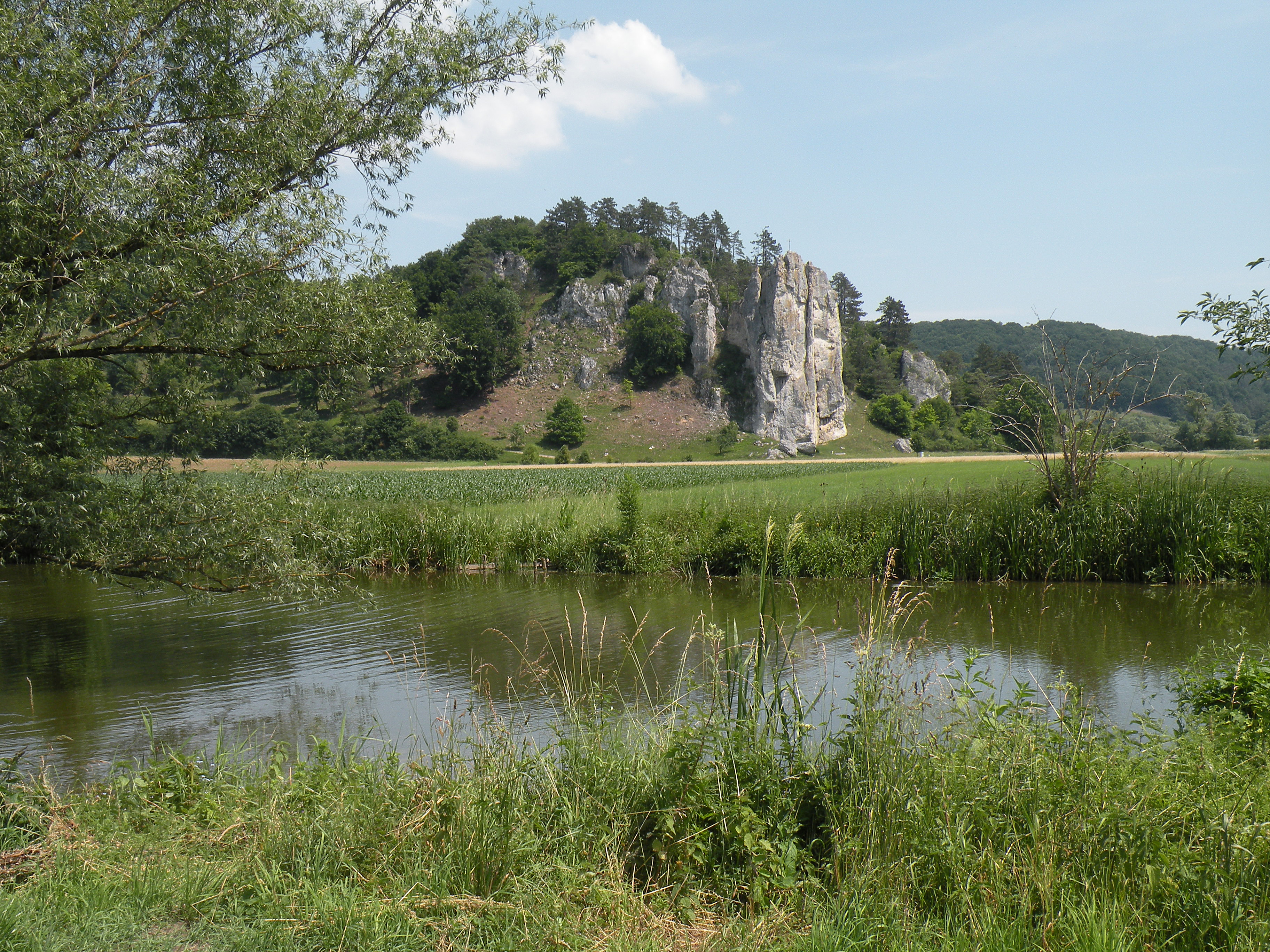
Альтмюль около города Дольнштайна.

А́льтмюль (нем. Altmühl) — река, в Германии, левый приток реки Дунай, в Баварии.
В долине реки Альтмюль расположен одноимённый природный парк.

## Описание
Начинается на севере гряды Франкенхёэ. Общая протяжённость составляет 195, по другим данным 165 км, из которых только 30 км пригодны для судоходства. Река соединена Лудвигов каналом (Людвигс-каналом) и каналом Рейн — Майн — Дунай с системой реки Майн.

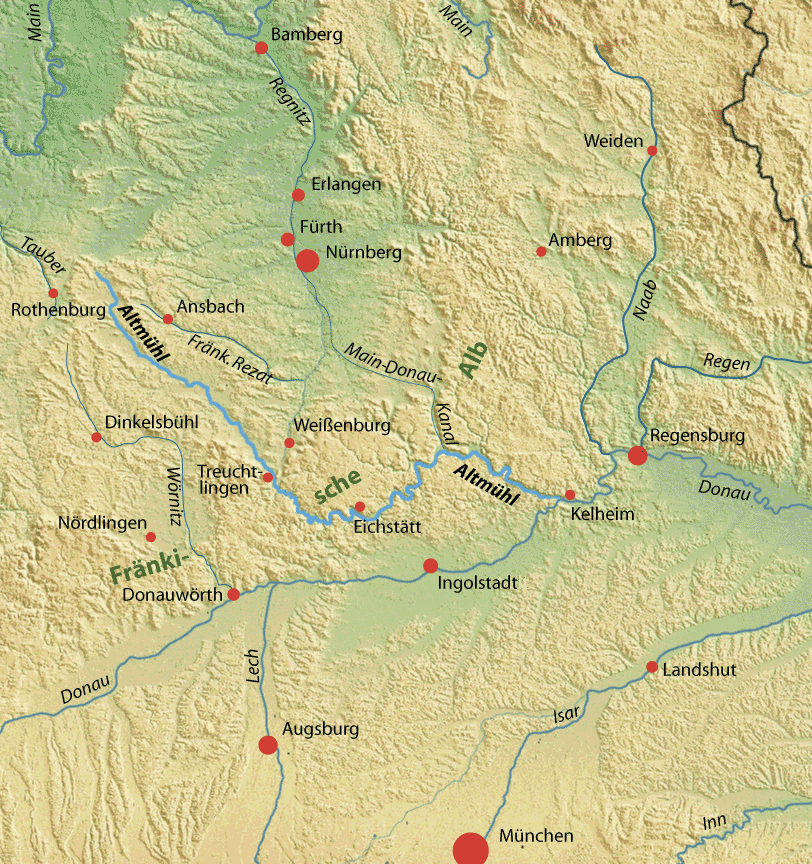
Альтмюль изображён голубым цветом.

## Этимология
Название реки связывают с локализованным у её устья кельтским поселением, в источнике II века упомянутым как Αλχιμοεννίς. Вероятно, данный топоним происходит от индоевропейского *aleq — («защищать», «охранять», «ограждать») и кельтского *moniio («горы»), что позволяет толковать его как «поток, который кончается у защитной гряды». Впрочем, согласно другой версии, вторая часть названия имеет значение «поток» или «река». Начиная с XII века, вторая часть топонима интерпретируется как «мельница», от средневерхненемецкого mül, müle.